# Хопёр (село)
Хопёр — село в Колышлейском районе Пензенской области. Входит в состав Березовского сельсовета.

## География
Село находится на левом берегу реки Хопёр, на расстоянии 17 километров к северо-западу от районного центра, посёлка Колышлея.

## История
Основан между 1911 и 1926 гг. Во времени переписи населения в 1926 г. селение показано как поселок «Мельница «Хопер». С 1932 года в составе Дертевского сельсовета Телегинского района Средневолжского края (с 1939 года — в составе Пензенской области).  В 1939 г. в посёлке свиносовхоз «Хопер» Наркомата сельского хозяйства РСФСР, земельный фонд 3060 га, 146 рабочих и специалистов, 18 тракторов, 6 комбайнов, 4 грузовых автомашины, 91 голова КРС, 884 свиньи. С 1959 г. – в составе Телегинского сельсовета Колышлейском районе. В 1980-е годы — центр Хопровского сельсовета. 
Решением Законодательного собрания Пензенской области от 13.02.1996 г. № 271-14 Центральная усадьба совхоза «Хопёр» переименована в село Хопёр. 22.12.2010 г. Хопровский сельсовет упразднен, село вошло в состав Березовского сельсовета.

## Население
| 1926 | 1939 | 1959 | 1979 | 1989 | 1996 | 2002 |
| ---- | ---- | ---- | ---- | ---- | ---- | ---- |
| 49   | ↗344 | ↘339 | ↗490 | ↗641 | ↗763 | ↘713 |
| 2010 |      |      |      |      |      |      |
| ↘675 |      |      |      |      |      |      |

## Инфраструктура
В селе имеются основная общеобразовательная школа (здание построено в 1971 году), фельдшерско-акушерский пункт, отделение почтовой связи.